# Булатніков Павло Олегович
Павло Олегович Булатніков (*27 червня 1972) — лідер гурту «Trubetskoy», колишній (1997—2014) вокаліст і перкусіоніст мінського гурту «Ляпис Трубецкой».

## Життєпис
З 1987 по 1990 — студент Мінського Культурно-просвітницького училища.
З 1989 року як вокаліст брав участь у гуртах «Ліцей» (не плутати з однойменною російською поп-групою) та «Bad Informers». Візитівкою Павла у той час (1989—1995) були дуже довге волосся і величезні сережки.
У 1990 році вступив до Білоруського інституту культури в Мінську, де познайомився з Сергієм Міхалком (закінчив у 1995).
Восени 1997 року запрошений до гурту «Ляпіс Трубецькой» на роль другого вокаліста. Першою піснею, виконаною Павлом на концерті «Ляпісів», стала «Почему любовь уходит». У ранніх кліпах («Ау», «В платье белом», «Ты кинула», «Сочи») Павло зображає гітариста гурту, хоча у записі платівки «Ты кинула» він участі не брав. За багато років участі в гурті «Ляпіс Трубецькой» Булатніков не зіграв жодної ноти на гітарі, хоча вміє грати на акустичній гітарі.
Після припинення існування гурту Ляпіс Трубецькой в 2014 році разом з гітаристом Русланом Владико створив гурт «Trubetskoy».
Одружений. Виховує доньку.